# Konrad Fijołek

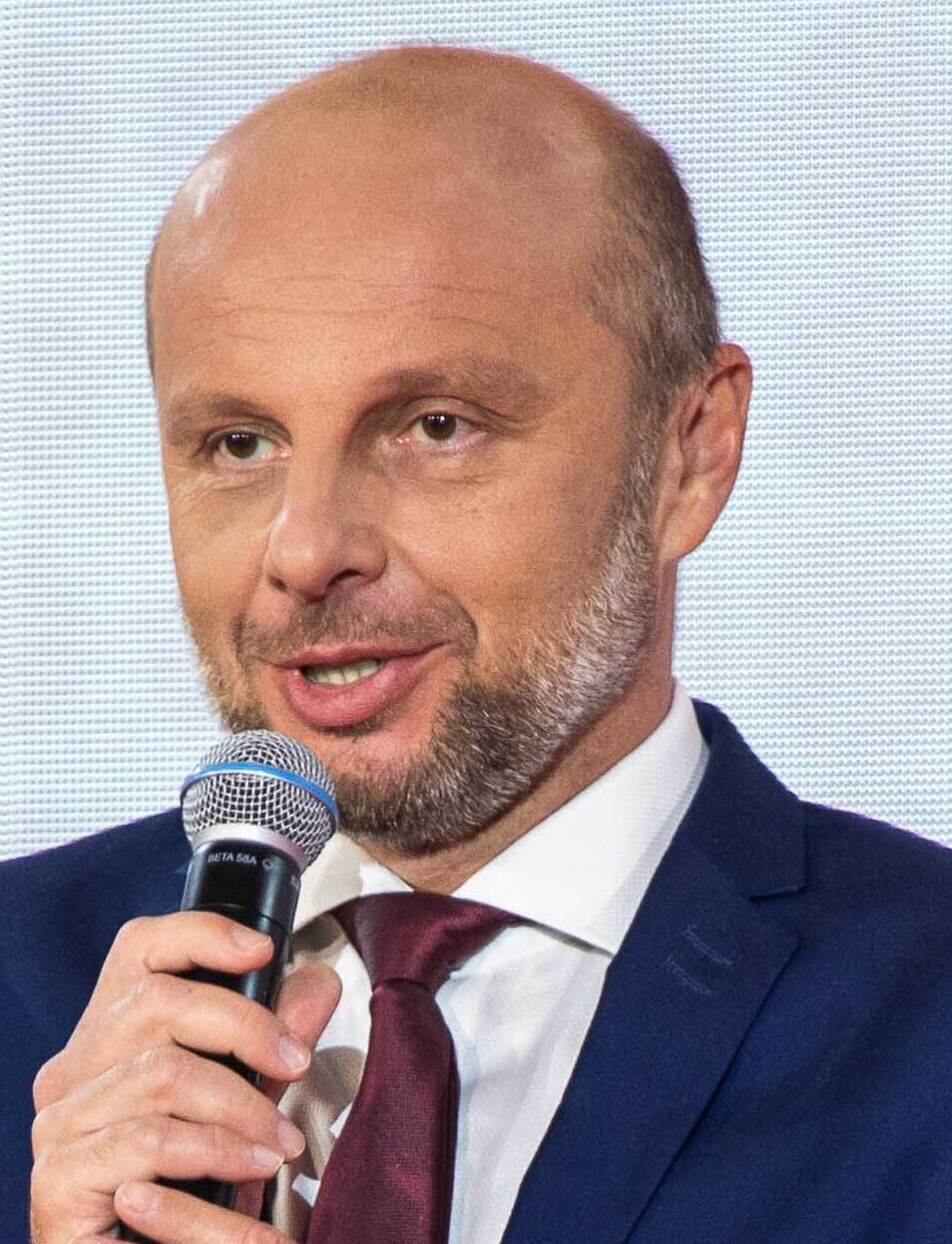
Konrad Fijołek (2023)

Konrad Rafał Fijołek (* 17. Juli 1976 in Rzeszów) ist ein polnischer Politiker. Er ist seit 2021 Stadtpräsident von Rzeszów.

## Leben und Beruf
Nach dem Schulbesuch auf dem Nikolaus-Kopernikus-Lyzeum in Rzeszów studierte Konrad Fijołek Soziologie an der örtlichen Pädagogischen Hochschule. 2018 erwarb er einen Master of Business Administration der Apsley Business School in London.
Fijołek ist verheiratet und hat einen Sohn. Seine Schwester Ewelina wurde 1995 gemeinsam mit Brygida Sakowska Weltmeisterin in der Sportakrobatik und gehört dem Stadtrat von Rzeszów an.

## Politik
Fijołek ist Mitglied der Sojusz Lewicy Demokratycznej und war deren Vorsitzender in Rzeszów. Nachdem Tadeusz Ferenc zum neuen Stadtpräsidenten gewählt worden war, rückte Fijołek im November 2001 für diesen in den Stadtrat nach. Diesem gehörte er bis 2021 an, wobei er ab 2006 auf der Liste von Ferencs Wahlkomitee gewählt worden war. Von 2006 bis 2010 war er Vorsitzender des Stadtrats. Anschließend war er stellvertretender Vorsitzender.
Nach dem gesundheitsbedingten Rücktritt von Ferenc erklärte er am 15. März 2021 seine Kandidatur als neuer Stadtpräsident. Dabei wurde er von seinem Vorgänger sowie der Koalicja Obywatelska, der Lewica, der Koalicja Polska, Polska 2050 und der Unia Pracy sowie verschiedenen lokalen Initiativen unterstützt. Bei der Wahl setzte er sich mit 56,5 % der Stimmen bereits im ersten Wahlgang gegen drei Mitbewerber durch. Bei den Selbstverwaltungswahlen 2024 verpasste er im ersten Wahlgang mit 37,9 % der Stimmen zwar die absolute Mehrheit, setzte sich aber in der Stichwahl mit 54,9 % der Stimmen gegen Waldemar Szumnego (PiS) durch und wurde damit wiedergewählt.